# アリよさらば (曲)
「アリよさらば」は、1994年4月27日に発売された矢沢永吉の36枚目のシングル。

## 概要
矢沢が主演した同名テレビドラマ『アリよさらば』のオープニング主題歌である（エンディングには次のシングル「いつの日か」が起用された）。矢沢のキャリアの中で、シングルとしては「時間よ止まれ」の63.9万枚に次ぐ、2番目に高いセールスとなる35.6万枚を売り上げた（オリコン調べ）。

## 収録曲
全作曲：矢沢永吉
1. アリよさらば
  - 作詞：秋元康

TBS系ドラマ『アリよさらば』主題歌
ブリヂストン『GRID II』CMソング
2. SEA BREEZE
  - 作詞：ちあき哲也

シーブリーズ'94イメージソング